# Pallert
Pallert é uma cidade dos Países Baixos, na província de Groninga. Pallert pertence ao município de Westerwolde, e está situada a .
A área de Pallert, que também inclui as partes periféricas da cidade, bem como a zona rural circundante, tem uma população estimada em 70 habitantes.